# CLDN23
CLDN23 (англ. Claudin 23) – білок, який кодується однойменним геном, розташованим у людей на 8-й хромосомі. Довжина поліпептидного ланцюга білка становить 292 амінокислот, а молекулярна маса — 31 915.
| 10         |  | 20         |  | 30         |  | 40         |  | 50         |
| ---------- |  | ---------- |  | ---------- |  | ---------- |  | ---------- |
| MRTPVVMTLG |  | MVLAPCGLLL |  | NLTGTLAPGW |  | RLVKGFLNQP |  | VDVELYQGLW |
| DMCREQSSRE |  | RECGQTDQWG |  | YFEAQPVLVA |  | RALMVTSLAA |  | TVLGLLLASL |
| GVRCWQDEPN |  | FVLAGLSGVV |  | LFVAGLLGLI |  | PVSWYNHFLG |  | DRDVLPAPAS |
| PVTVQVSYSL |  | VLGYLGSCLL |  | LLGGFSLALS |  | FAPWCDERCR |  | RRRKGPSAGP |
| RRSSVSTIQV |  | EWPEPDLAPA |  | IKYYSDGQHR |  | PPPAQHRKPK |  | PKPKVGFPMP |
| RPRPKAYTNS |  | VDVLDGEGWE |  | SQDAPSCSTH |  | PCDSSLPCDS |  | DL         |

A: Аланін

C: Цистеїн

D: Аспарагінова кислота

E: Глутамінова кислота

F: Фенілаланін

G: Гліцин

H: Гістидин

I: Ізолейцин

K: Лізин

L: Лейцин

M: Метіонін

N: Аспарагін

P: Пролін

Q: Глутамін

R: Аргінін

S: Серин

T: Треонін

V: Валін

W: Триптофан

Локалізований у клітинній мембрані, мембрані, клітинних контактах, щільних контактах.